# Jiří Malec
Jiří Malec (* 24. listopadu 1962, Vlastiboř) je bývalý československý skokan na lyžích a olympijský medailista.

## Sportovní kariéra
Skákat začal v osmi letech. Jeho skokanský styl byl na tu dobu neortodoxní: lyže neměl při skoku rovnoměrně, ale stáčely se mu do tvaru písmene V. Tehdy za tuto „stylovou chybu“ dostávali skokani bodové srážky a V-styl se prosadil až po konci Malecovy kariéry.
První úspěchy přišly v roce 1981, kdy obsadil 3. a 4. místo na Tatranském poháru. V československé reprezentaci však nikdy nepobyl na dlouho, obvykle měl roli náhradníka. V jeho neprospěch údajně hrálo i to, že jeho otce vyloučili v roce 1968 z KSČ. Jak sám uvedl: „V roce 1987 jsem měl jet na mistrovství světa do Oberstdorfu, kde jsem předtím vyhrál na obou můstcích turné Bohemia. Porazil jsem celou českou elitu, a na mistrovství jsem neodjel. Až v roce 1991, kdy jsem oficiálně skončil, mi jeden činovník svazu prozradil, že jsem tehdy neodjel právě kvůli minulosti svého otce.“
Prosadil se o rok později. V novoročním závodě světového poháru v Garmisch-Partenkirchenu poprvé nakoukl mezi deset nejlepších závodníků. Na poslední chvíli se nominoval do týmu pro Zimní olympijské hry 1988. Na trénincích skákal dobře a nakonec získal v Calgary na středním můstku nečekanou bronzovou medaili (za kterou dostal odměnu 50 000 Kčs). Porazil jej jen suverén Matti Nykänen a také reprezentační kolega Pavel Ploc. Na velké můstku se Malec umístil na 24. místě a s ostatními Čechoslováky obsadil v závodě družstev čtvrté místo.
Dalšího výrazného výsledku se nedočkal, částečně i kvůli bodovým srážkám za V-styl. V polovině 90. let k tomu řekl: „V Garmisch-Partenkirchenu jsem měl jednou čtvrté nejdelší skoky, a přesto jsem skončil až na 27. místě. To byla rána, div že jsem nebrečel. Nebo v Liberci při Světovém poháru jsem se s druhými největšími délkami nedostal ani na bednu a byl až šestý. Kdo chtěl tenkrát vyhrát s véčkem, musel skákat o pět metrů dál než ostatní.“
Sportovní kariéru ukončil v roce 1991. Rok poté se oficiálně prosadil V-styl.
Po ukončení kariéry dostudoval Fakultu tělesné výchovy a sportu Univerzity Karlovy, dělal manažera skokanů a byl asistentem trenéra Jiřího Rašky, se kterým ale měl spory. Uvedl: „Máme rozdílné názory i na techniku skoku, on chtěl neustále něco vylepšovat. Neříkám, že to bylo špatně, ale uprostřed rozjeté sezóny na to není čas. Když se potom klukům na můstku něco nevyvedlo, nevěděli najednou, jestli mají skákat ponovu, nebo postaru.“

## Největší úspěchy
- Bronz ze ZOH 1988 v Calgary ze středního můstku a 4. místo ze závodu týmů
- Zlato z univerziád 1987 a 1989
- 5. a 8. místo na závodě světového poháru v Sapporu
- 4× v nejlepší desítce světového poháru
- 13. místo na MS, K-90 v Lahti
- 3. místo na závodě světového poháru v Meldal (Norsko)
- celkové vítězství v Evropském poháru 1987/1988

## Osobní život
Po ukončení trenérské kariéry sloužil u chemické jednotky v Liberci. Následně byl učitelem na základní škole a obchodní akademii v Tanvaldu a později začal pracovat ve sklářské firmě a poté na Střední zdravotní škole a Vyšší odborné škole zdravotní v Liberci.
Má syna Jiřího, který v roce 2003 vybojoval medaili na dětské olympiádě ve skoku do výšky, a dceru Lucii. Koncem 90. let 20. století se podruhé oženil, s manželkou Olgou, bývalou gymnastkou, spolupracuje s nadací Chrti v nouzi.
V roce 2006 uvedl, že svoji olympijskou medaili prodal před čtyřmi lety na internetu za 150 tisíc korun, aby mohl splácet hypotéky.